# Hongrie aux Jeux olympiques d'hiver de 1932
La Hongrie participe aux Jeux olympiques d'hiver de 1932 organisés à Lake Placid, aux États-Unis. La délégation hongroise remporte une médaille de bronze et se classe au dixième rang du tableau des médailles. Elle compte 4 athlètes : deux hommes et deux femmes.

## Médaillés
| Médaille                            | Nom                          | Sport               | Compétition |
| ----------------------------------- | ---------------------------- | ------------------- | ----------- |
| Médaille de bronze, Jeux olympiques | Emília Rotter László Szollás | Patinage artistique | Couples     |